# 虛幻 (電視劇)
《虛幻》（英語：UnREAL）是一部於2015年6月1日在Lifetime開播的美國黑色喜劇劇情類影集。本劇改編自莎拉·歌楚德·雪佩洛的獲獎短片《光鮮亮麗的背後》（Sequin Raze），並由瑪蒂·納克森與莎拉·歌楚德·雪佩洛共同開創電視系列。2013年6月30日，Lifetime預訂了本劇試播集。
2017年7月28日，本劇提前獲Lifetime第4季續訂，並在2018年5月22日宣布劇集將移往Hulu首播。

## 故事
講述真人實境秀製作人瑞秋·葛柏（詩芮·艾波比 飾演）在上一季為劇組帶來前所未有的空前災難後，重回了人氣相親真人秀《直到永遠》（Everlasting）中。而瑞秋的上司奎寧（康絲坦絲·季默 飾演）繼續挑戰道德界限，她用瑞秋的人生掐住瑞秋，使得瑞秋不得不使出渾身解數來操縱參賽者，好提高節目的戲劇性及收視率，並創造出一個道德界限很模糊的殘酷實境秀。

## 卡司
| 演員                 | 角色              | 登場季數        | 登場季數        | 登場季數        | 登場季數        | 登場 集數 |
| 演員                 | 角色              | 1               | 2               | 3               | 4               | 登場 集數 |
| -------------------- | ----------------- | --------------- | --------------- | --------------- | --------------- | --------- |
| 詩芮·艾波比          | 瑞秋·葛柏         | 主演            | 主演            | 主演            | 主演            | 30        |
| 康絲坦絲·季默        | 奎寧·金           | 主演            | 主演            | 主演            | 主演            | 30        |
| 克雷格·畢爾歌        | 查特·威爾頓       | 主演            | 主演            | 主演            | 主演            | 30        |
| 弗雷迪·史卓瑪        | 亞當·克隆威爾     | 主演            | 特別客串        | Does not appear | Does not appear | 12        |
| 傑弗瑞·鮑伊爾-查普曼 | 杰·卡特           | 主演            | 主演            | 主演            | 主演            | 27        |
| 喬安娜·布蘭迪        | 安娜·馬汀         | 主演            | Does not appear | Does not appear | Does not appear | 8         |
| 艾琳·艾拉斯馬        | 席亞              | 主演            | Does not appear | Does not appear | Does not appear | 6         |
| 娜莎莉·凱麗          | 葛蕾絲            | 主演            | Does not appear | Does not appear | Does not appear | 8         |
| 喬許·凱利            | 傑若米·卡佛       | 主演            | 主演            | 主演            | 主演            | 28        |
| 阿什利·斯科特        | 瑪麗·紐浩斯       | 主演            | Does not appear | Does not appear | Does not appear | 7         |
| 布莉妲·沃爾          | 費絲              | 主演            | Does not appear | Does not appear | 主演            | 7         |
| 莫妮卡·巴巴羅        | 雅兒              | Does not appear | 主演            | Does not appear | Does not appear | 10        |
| 戴妮·班頓            | 露比·卡特         | Does not appear | 主演            | Does not appear | Does not appear | 7         |
| B·J·布利特           | 達瑞爾斯·貝克     | Does not appear | 主演            | Does not appear | Does not appear | 10        |
| 金·瑪圖拉            | 蒂芬妮·詹姆斯     | Does not appear | 主演            | Does not appear | Does not appear | 10        |
| 邁克爾·拉代          | 寇爾曼·瓦瑟曼     | Does not appear | 主演            | Does not appear | Does not appear | 9         |
| 梅根·坦迪            | 香黛兒            | Does not appear | 主演            | Does not appear | Does not appear | 10        |
| 詹翠里·懷特          | 羅密歐            | Does not appear | 主演            | Does not appear | Does not appear | 6         |
| 吉娜薇·布赫納        | 梅蒂森            | 常設            | 常設            | 主演            | Does not appear | 30        |
| 布倫南·埃利奧特      | 格雷漢姆          | 常設            | 常設            | 主演            | Does not appear | 30        |
| 亞當·戴默斯          | 奧格斯·沃克       | Does not appear | Does not appear | 主演            | Does not appear | 9         |
| 巴特·愛德華          | 賈士柏·杭特       | Does not appear | Does not appear | 主演            | Does not appear | 10        |
| 凱特琳·菲茨傑拉德    | 瑟琳娜·沃爾凱     | Does not appear | Does not appear | 主演            | Does not appear | 10        |
| 艾力克斯·赫南迪茲    | 歐溫·博伊德       | Does not appear | Does not appear | 主演            | Does not appear | 10        |
| 艾力克斯·史派洛      | 艾力克西·彼得羅夫 | Does not appear | Does not appear | 主演            | Does not appear | 8         |
| 阿莉爾·凱貝爾        | 布莉特妮          | 常設            | Does not appear | Does not appear | Does not appear | 3         |
| 艾美·希爾            | 薇格史坦醫師      | 常設            | 常設            | Does not appear | Does not appear | 13        |
| J·R·波恩             | 比爾·迪楊         | 常設            | Does not appear | Does not appear | Does not appear | 2         |
| 琪拉·荷斯多          | 露伊絲            | 常設            | Does not appear | Does not appear | Does not appear | 2         |
| 史蒂芬妮·班奈特      | 派珀              | 常設            | Does not appear | Does not appear | Does not appear | 5         |
| 安潔亞·布魯克斯      | 譚亞              | 常設            | Does not appear | Does not appear | Does not appear | 4         |
| 娜塔莎·柏芮特        | 雅典娜            | 常設            | Does not appear | Does not appear | Does not appear | 4         |
| 梅麗莎·埃利亞斯      | 克莉絲朵          | 常設            | Does not appear | Does not appear | Does not appear | 4         |
| 卡珊卓·克萊蒙提      | 克莉絲朵          | Does not appear | Does not appear | 常設            | Does not appear | 5         |
| 咪咪·庫吉克          | 歐莉芙·葛柏       | 常設            | 常設            | 常設            | Does not appear | 6         |
| 艾莉絲·加蒂安        | 瑞塔              | 常設            | Does not appear | Does not appear | Does not appear | 2         |
| 克里斯蒂·萊恩        | 夏米娃            | 常設            | Does not appear | Does not appear | Does not appear | 8         |
| 泰·歐森              | 柯克·紐浩斯       | 常設            | Does not appear | Does not appear | Does not appear | 2         |
| 馬丁·康明斯          | 布萊德            | 常設            | 常設            | Does not appear | Does not appear | 6         |
| 席芳·威廉斯          | 莉琪              | 常設            | Does not appear | Does not appear | Does not appear | 7         |
| 娜塔莎·威爾森        | 瑪雅              | 常設            | Does not appear | Does not appear | Does not appear | 7         |
| 松妮雅·賽勒馬        | 辛蒂亞·威爾頓     | 常設            | Does not appear | Does not appear | Does not appear | 4         |
| 格雷姆·麥康姆        | 山姆              | 常設            | 常設            | Does not appear | Does not appear | 8         |
| 多納凡·史汀森        | 丹                | 客串            | 常設            | 常設            | Does not appear | 20        |
| 伊恩·葛魯佛          | 約翰·布斯         | Does not appear | 常設            | Does not appear | Does not appear | 5         |
| 琳賽·穆索爾          | 貝絲·安           | Does not appear | 常設            | Does not appear | Does not appear | 6         |
| 克里斯托弗·寇辛斯    | 蓋瑞·泰勒         | Does not appear | 常設            | 常設            | Does not appear | 10        |
| 莫妮卡·甘德頓        | 布蘭蒂            | Does not appear | 常設            | Does not appear | Does not appear | 3         |
| 蘇妮塔·普拉沙德      | 蘭敦              | Does not appear | 常設            | Does not appear | Does not appear | 4         |
| 潔西卡·賽波斯        | 海莉              | Does not appear | 常設            | Does not appear | Does not appear | 4         |
| 卡麗莎·泰恩斯        | 潔米森            | Does not appear | 常設            | Does not appear | Does not appear | 8         |
| 伊莉莎白·威特米爾    | 多米妮可          | Does not appear | 常設            | Does not appear | Does not appear | 5         |
| 巴克禮·荷蒲          | 艾薩·葛柏         | Does not appear | 客串            | 常設            | Does not appear | 5         |
| 布蘭登·傑·邁凱倫     | 賽門              | Does not appear | Does not appear | 常設            | Does not appear | 10        |
| 翠西·索姆斯          | 費歐娜·柏林       | Does not appear | Does not appear | 常設            | Does not appear | 5         |
| 喬·亞伯拉罕          | 諾曼              | Does not appear | Does not appear | 常設            | Does not appear | 1         |
| 卡麥隆·班克夫        | 普萊斯頓·帕爾默   | Does not appear | Does not appear | 常設            | Does not appear | 3         |
| 傑米·凱勒卡          | 札維爾·肖邦       | Does not appear | Does not appear | 常設            | Does not appear | 3         |
| 泰瑞·陳              | 蓋伊·莫雷提       | Does not appear | Does not appear | 常設            | Does not appear | 6         |
| 史黛西·法伯          | 蘿蘋·卡爾         | Does not appear | Does not appear | 常設            | Does not appear | 2         |
| 梅爾文·格雷格        | 札克·泰勒         | Does not appear | Does not appear | 常設            | Does not appear | 7         |
| 雀兒喜·哈伯斯        | 夏莉              | Does not appear | Does not appear | 常設            | Does not appear | 8         |
| 泰勒·海因斯          | 比利·伯德         | Does not appear | Does not appear | 常設            | Does not appear | 4         |
| 馬可斯·洛斯納        | 華倫·強森         | Does not appear | Does not appear | 常設            | Does not appear | 6         |
| 弗朗索瓦·阿諾德      | 湯米              | Does not appear | Does not appear | Does not appear | 常設            |           |
| 娜塔莉·霍爾          | 坎蒂              | Does not appear | Does not appear | Does not appear | 常設            |           |
| 梅根·霍爾德          | 諾艾兒            | Does not appear | Does not appear | Does not appear | 常設            |           |
| 亞歷杭卓·穆紐斯      | 羅德里戈          | Does not appear | Does not appear | Does not appear | 常設            |           |
| 梅根·赫弗恩          | 蘇菲亞            | Does not appear | Does not appear | Does not appear | 常設            |           |
| 克里斯托弗·拉塞爾    | 傑克              | Does not appear | Does not appear | Does not appear | 常設            |           |
| 艾莉·鍾              | 絲凱              | Does not appear | Does not appear | Does not appear | 常設            |           |

### 主要人物
- 詩芮·艾波比（英语：Shiri Appleby） 飾演 瑞秋·葛柏（Rachel Goldberg）

真人實鏡相親節目《直到永遠》的製作人，在上一季的節目中大崩潰，並為劇組帶來空前災難。後來被奎寧保釋並重回了節目，現在奎寧逼迫她得繼續利用人性來操縱參賽者。對於節目背後不人道的操縱手段感到疲累，因此暗中想要挑戰奎寧。徘徊於前男友傑若米與節目主角亞當之間。在與傑若米復合後，與亞當擦出火花，但在奎寧的作祟下，她誤以為亞當背叛了自己，而配合奎寧讓亞當與查特出糗。於第二季當上節目主理人，卻因查特的回歸攪局，而再次退為製作人，進而感到若有所失，並企圖奪回節目主理人位置。
- 康絲坦絲·季默（英语：Constance Zimmer） 飾演 奎寧·金（Quinn King）

《直到永遠》執行製作，是個嚴苛、不在乎人性的女強人，與查特維持著婚外情。在查特離婚後接受了查特的求婚，後來她看清了查特的本性，因此讓查特在投資者面前出糗。對自己親手栽培多年的瑞秋有著執著，而設法將瑞秋留在節目中。
- 克雷格·畢爾歌 飾演 查特·威爾頓（Chet Wilton）

《直到永遠》的創作人，與奎寧展開著婚外情。《直到永遠》實際並非其原創，是他從奎寧與比爾納竊取來的。
- 弗雷迪·史卓瑪 飾演 亞當·克隆威爾（Adam Cromwell）

有錢的英國花花公子，《直到永遠》的“求婚者”。實際上並不想參加節目，但為了提高他本身與其事業的名聲而配合著劇組。後愛上瑞秋，原欲與瑞秋失奔，但在奎寧的攪局下失敗並迎來瑞秋的復仇。
- 傑弗瑞·鮑伊爾-查普曼（英语：Jeffrey Bowyer-Chapman） 飾演 杰·巴塞洛繆·卡特（Jay Bartholomew Carter）

《直到永遠》製作人，是個同性戀者，也是瑞秋唯一的朋友。為了自己的事業而處處討好查特。
- 喬安娜·布蘭迪 飾演 安娜·馬汀（Anna Martin）

《直到永遠》參賽者，患有神經性暴食症的律師。原在得知父親死後決定退出節目，後來被瑞秋及亞當哄回了節目。最後成為亞當的新娘，但在瑞秋的計謀下看清節目的真面目而選擇悔婚。
- 艾琳·艾拉斯馬（Aline Elasmar） 飾演 席亞（Shia）

《直到永遠》製作人，與瑞秋保持著競爭的關係。為了獲得奎寧的賞識，而不擇手段的操弄參賽者，導致場面失控與人性的墮落。
- 娜莎莉·凱麗（英语：Nathalie Kelley） 飾演 葛蕾絲（Grace）

《直到永遠》參賽者，是位泳裝模特兒。常常與亞當慾火纏綿，雖然不入奎寧眼，但她勢在必得。
- 喬許·凱利 飾演 傑若米·凱納（Jeremy Caner）

《直到永遠》的攝影師，後升為攝影指導，是瑞秋的前男友。與節目的化妝師莉琪訂婚，然而他似乎還留存著一些對瑞秋的感情。在與莉琪分手後，選擇回到瑞秋身邊，然而她卻發現瑞秋與亞當之間的情愫，而決定向瑞秋反擊。
- 阿什利·斯科特（英语：Ashley Scott） 飾演 瑪麗·紐浩斯（Mary Newhouse）

《直到永遠》年紀最大的參賽者，是個單親媽媽，曾遭受前夫的虐待。後來在席亞的說服下並未服藥，而導致其憂鬱症發作而自殺。
- 布莉妲·沃爾（Breeda Wool） 飾演 費絲（Faith）

《直到永遠》參賽者，非常害羞的基督處女。在瑞秋的提點下發現自己是個女同性戀者。
- 莫妮卡·巴巴羅（Monica Barbaro） 飾演 雅兒（Yael）

《直到永遠》參賽者，一名猶太裔部落客，被稱為「辣版瑞秋」。
- 戴妮·班頓（英语：Denée Benton） 飾演 露比·卡特（Ruby Carter）

《直到永遠》參賽者，一名聰明的黑人物質生活行動主義者，不願被節目製作人操縱。
- B·J·布利特（英语：B.J. Britt） 飾演 達瑞爾斯·貝克（Darius Beck）

《直到永遠》首位非裔美國人“求婚者”，一名職業橄欖球運動員，為了改善公共形象而加入《直到永遠》。
- 金·瑪圖拉（英语：Kim Matula） 飾演 蒂芬妮·詹姆斯（Tiffany James）

《直到永遠》參賽者，一名體育評述員，為國家美式橄欖球聯盟球隊擁有人的女兒，試圖利用《直到永遠》來讓自己走出父親的勢力範圍。
- 邁克爾·拉代 飾演 寇爾曼·瓦瑟曼（Coleman Wasserman）

《直到永遠》製作人，自東岸前往紐約大學電影學院，前紀錄片導演。
- 梅根·坦迪 飾演 香黛兒（Chantal）

《直到永遠》參賽者，一個美麗的南方人，在未婚夫死後，深信自己注定要嫁給戴瑞爾斯。
- 詹翠里·懷特（Gentry White） 飾演 羅密歐（Romeo）

戴瑞爾斯的表弟兼經紀人，和戴瑞爾斯一同搬入《直到永遠》豪宅。
- 吉娜薇·布赫納（英语：Genevieve Buechner） 飾演 梅蒂森（Madison）

奎寧溫馴的製作助理。被查特勾搭上，並成為了製作人。
- 亞當·戴默斯（Adam Demos） 飾演 奧格斯·沃克（August Walker）

選擇離開拉古納海灘的人道主義者。
- 巴特·愛德華（Bart Edwards） 飾演 賈士柏·杭特（Jasper Hunt）

性感、成功的華爾街銀行家，看似非常完美的男人。
- 布倫南·埃利奧特 飾演 格雷漢姆（Graham）

《直到永遠》主持人，喜歡玩弄參賽者的感情。
- 凱特琳·菲茨傑拉德 飾演 瑟琳娜·沃爾凱（Serena Wolcott）

《直到永遠》首位女性求婚者，成功的矽谷風險投資家。
- 艾力克斯·赫南迪茲（英语：Alex Hernandez） 飾演 歐溫·博伊德（Owen Boyd）

瀟灑英俊的消防隊員，退伍軍人，為一名單身爸爸。
- 艾力克斯·史派洛（英语：Alexey Vorobyov） 飾演 艾力克西·彼得羅夫（Alexi Petrov）

芭蕾舞世界的壞男孩，是個前衛又不可測的男子。

### 常設人物
| - 伊恩·葛魯佛 飾演 約翰·布斯（John Booth） 一名幽默、樂觀有冒險精神的高科技新貴。 - 阿莉爾·凱貝爾 飾演 布莉特妮（Britney） 《直到永遠》參賽者，被奎寧設定成“惡角”，在第一輪時便被刷掉。 - 艾美·希爾 飾演 薇格史坦（Wagerstein） 《直到永遠》常駐心理醫生，手上有著所有參賽者的健康資訊，並會適時的給劇組訊息好讓劇組操控參賽者。識破奎寧的計畫並以此向查特邀功，好開創屬於自己的節目。 - J·R·波恩 飾演 比爾·迪楊（Bill DeYoung） 《直到永遠》的原創作家，奎寧的前男友，現正戒酒治療。 - 琪拉·荷斯多 飾演 露伊絲（Louise） 瑪麗的姐姐。 - 史蒂芬妮·班奈特（Stephanie Bennett） 飾演 派珀（Pepper） 《直到永遠》參賽者，國小老師。 - 安潔亞·布魯克斯（Andrea Brooks） 飾演 譚亞（Tanya） 《直到永遠》參賽者。 - 娜塔莎·柏芮特（Natasha Burnett） 飾演 雅典娜（Athena） 《直到永遠》參賽者，創業髮型師。為了使自己的美容店可以更加有名而決定配合杰，在節目上扮演起衝突的角色。 - 梅麗莎·埃利亞斯／卡珊卓·克萊蒙提 飾演 克莉絲朵（Crystal） 查特的學生兼戀人，為一名泳裝模特兒。 - 咪咪·庫吉克 飾演 歐莉芙·葛柏（Olive Goldberg） 瑞秋的母親，是位醫師。 - 艾莉絲·加蒂安 飾演 瑞塔（Rita） 《直到永遠》參賽者。 - 克里斯蒂·萊恩 飾演 夏米娃（Shamiqua） 《直到永遠》參賽者，最高法院職員。 - 泰·歐森 飾演 柯克·紐浩斯（Kirk Newhouse） 瑪麗的前夫。 - 琳賽·穆索爾（Lindsay Musil） 飾演 貝絲·安（Beth Ann） 《直到永遠》參賽者，來自亞拉巴馬州的小鎮，說話不經大腦，總是挑起紛爭。 - 克里斯托弗·寇辛斯 飾演 蓋瑞·泰勒（Gary Taylor） 電視台主席。 - 馬丁·康明斯（Martin Cummins） 飾演 布萊德（Brad） 《直到永遠》投資人。 - 席芳·威廉斯 飾演 莉琪（Lizzie） 《直到永遠》化妝師，傑若米的未婚妻。 - 娜塔莎·威爾森（Natasha Wilson） 飾演 瑪雅（Maya） 《直到永遠》參賽者。在席亞的慫恿下決定放開包袱，結果卻遭到亞當好友羅傑的侵犯。 - 松妮雅·賽勒馬 飾演 辛蒂亞·威爾頓（Cynthia Wilton） 查特的妻子，懷有查特的孩子，對於查特外遇的事都知情。後與查特離婚並要求超高贍養費。 - 格雷姆·麥康姆（Graeme McComb） 飾演 山姆（Sam） 《直到永遠》助理導演。 - 莫妮卡·甘德頓 飾演 布蘭蒂（Brandi） 《直到永遠》害羞的參賽者，克服了過去的創傷成為了一名綜合格鬥員。 - 蘇妮塔·普拉沙德（Sunita Prasad） 飾演 蘭敦（London） 《直到永遠》參賽者，一名個性保守的工程師，加入《直到永遠》後，發掘了她狂野的一面。 | - 潔西卡·賽波斯（Jessica Sipos） 飾演 海莉（Hayley） 《直到永遠》參賽者，一名喜愛冒險、瑜珈的物理治療師。 - 卡麗莎·泰恩斯（Karissa Tynes） 飾演 潔米森（Jameson） 《直到永遠》參賽者，一名勤於工作的警察，期許可以以戴瑞爾斯來填補其空白的愛情史。 - 伊莉莎白·威特米爾 飾演 多米妮可（Dominique） 《直到永遠》參賽者，一名職業籃球運動員。 - 布蘭登·傑·邁凱倫 飾演 賽門（Simon） 《直到永遠》新常駐心理醫生，相比薇格史坦更加有道德感，但他即將捲入節目的腥風血雨。 - 翠西·索姆斯 飾演 費歐娜·柏林（Fiona Berlin） 自工作初期便和奎寧熟識，是奎寧的密友。為娛樂產業高階主管，是個有趣又華麗的女同性戀者。 - 喬·亞伯拉罕（Joe Abraham） 飾演 諾曼（Norman） 嬌小卻強勢的精英運動家騎師，總是充滿自信。 - 卡麥隆·班克夫 飾演 普萊斯頓·帕爾默（Preston Palmer） 邁阿密地產大亨，銀髮狐狸。 - 傑米·凱勒卡（Jaime Callica） 飾演 札維爾·肖邦（Xavier Chopin） 舞者，杰的新男友。 - 泰瑞·陳 飾演 蓋伊·莫雷提（Guy Moretti） 性感、年輕的紋身廚師。 - 史黛西·法伯 飾演 蘿蘋·卡爾（Robin Carr） 女記者，一心想揭露奎寧的惡行。 - 梅爾文·格雷格（Melvin Gregg） 飾演 札克·泰勒（Zach Taylor） 迷人的千禧一代，主要社交媒體影響者。 - 雀兒喜·哈伯斯 飾演 夏莉（Charlie） 《直到永遠》有才華的新攝影助理，對工作充滿單純的熱情，是節目裡的新氣象。 - 巴克禮·荷蒲 飾演 艾薩·葛柏（Asa Goldberg） 瑞秋的父親。 - 泰勒·海因斯 飾演 比利·伯德（Billy Byrd） 堅守自身傳統與保守價值觀的車手。 - 馬可斯·洛斯納 飾演 華倫·強森（Warren Johnson） 純樸、有著牛仔風味的性感牧場工人。 - 多納凡·史汀森 飾演 丹（Dan） 《直到永遠》助理導演。 - 弗朗索瓦·阿諾德 飾演 湯米（Tommy） 一個迷人又具野心的賽事製作人，獲得從有線電視轉職大聯盟的機會。 - 娜塔莉·霍爾 飾演 坎蒂（Candi） 勇敢又有趣的單親媽媽，為一名來自邁阿密的脫衣舞孃。 - 梅根·霍爾德 飾演 諾艾兒（Noelle） 一名注重形象的商業房仲，非常努力地保衛她作為參賽者的地位。 - 亞歷杭卓·穆紐斯（Alejandro Muñoz） 飾演 羅德里戈（Rodrigo） 一名驕傲的國際足球明星，同時也是備受女孩爭奪的前求婚者。 - 梅根·赫弗恩 飾演 蘇菲亞（Sofia） 甜美的前幼稚園教師，在重返《直到永遠》後，決心轉變為受觀眾喜愛的「壞女孩」形象。 - 克里斯托弗·拉塞爾（Christopher Russell） 飾演 傑克（Jack） 《直到永遠》的某季亞軍，亦擔任過求婚者，易於挑選到錯誤的女孩。 - 艾莉·鍾（Alli Chung） 飾演 絲凱（Skye） 一名將禁忌拋在腦後的派對女孩，打算盡情享受節目中的娛樂。 |

## 集數
| 季數 | 集数 | 集数 | 首播日期      | 首播日期      | 首播日期 |
| 季數 | 集数 | 集数 | 首映          | 季终          | 电视网   |
| ---- | ---- | ---- | ------------- | ------------- | -------- |
| 1    | 10   | 10   | 2015年6月1日  | 2015年8月3日  | Lifetime |
| 2    | 10   | 10   | 2016年6月6日  | 2016年8月8日  | Lifetime |
| 3    | 10   | 10   | 2018年2月26日 | 2018年4月23日 | Lifetime |

## 製作

### 開發與製作
2013年7月30日，Lifetime預訂了改編自莎拉·歌楚德·雪佩洛獲獎短片《光鮮亮麗的背後》（Sequin Raze）的電視劇試播集。雪佩洛曾於美國人氣相親真人秀《鑽石求千金》工作過。試播集由瑪蒂·納克森與雪佩洛共同撰寫，並由彼德·歐法倫 執導。2014年2月6日，Lifetime正式預訂全系列10集。2015年3月，宣布開播日訂於2015年6月1日。
2015年7月6日，Lifetime宣布續訂本劇第2季10集，並於2016年夏季回歸。9月4日，宣布《女法官艾米》卡蘿·芭比將於第2季加入製作陣容，為她和瑪蒂·納克森繼《閨蜜離婚指南》後再度合作，而主編劇史黛西·魯凱澤（Stacy Rukeyser）亦被提升為執行製作。
2016年6月2日，Lifetime於第2季尚未首播前，提前續訂第3季10集。10月12日，宣布史黛西·魯凱澤將取代卡蘿·芭比，自第3季起擔任節目主理人。11月1日，兩位女主角詩芮·艾波比與康絲坦絲·季默於節目官方Facebook的採訪影片中證實第3季將迎來《直到永遠》首位女性求婚者。
2017年4月7日，季默在個人Twitter上透露第3季將延後至2018年初播出。7月28日，Lifetime在電視評論家協會上提前宣布續訂第4季。第3季導演陣容包括數名女性導演，艾波比與主創雪佩洛將再次執導演筒，季默則獻出導演處女作，其他亦有《嘻哈世家》哈妮兒·M·考佩珀與《超時空奇俠》雪莉·佛克森。第3季於2017年5月製作完成，第4季則從2017年10月拍攝至2018年1月。
2018年5月22日，購有本劇隨選視訊訂閱版權的串流媒體Hulu，在和A+E工作室協議取得3至4季的播映權時，由於第4季的首播日期推遲至2019年，故Lifetime將該季的首播權出售給了Hulu，但原電視網仍持有播出版權，劇集續訂與否則視線上播出後的表現而定。

### 選角

#### 第1季
2013年9月20日，《不期而至》詩芮·艾波比為首個加入劇組的主要演員，其飾演相親真人秀劇組裡的年輕製作人瑞秋·葛柏。9月30日，《哈利·波特》弗雷迪·史卓瑪為第二個加入劇組的演員，其飾演聰明、帥氣又多金的相親實境秀求婚者亞當·克隆威爾。隔日，喬許·凱利 加入演員陣容飾演瑞秋的前男友兼節目攝影師傑若米。10月22日，宣布《青春密語》法蘭西雅·蕾莎飾演女同性戀製作人愛妮茲，而新人布莉妲·沃爾則飾演節目參賽者費絲。11月4日，宣布《約會規則》梅格琳·普萊斯、《廣告狂人》布萊恩·巴特、《逝者之證》娜莎莉·凱麗與《破處女王》喬安娜·布蘭迪加入演出陣容。普萊斯飾演掌控整個節目的執行製作奎寧·金；凱麗飾演環保泳裝設計師兼模特兒，同時也是參賽者的葛蕾絲；布蘭迪飾演律師兼參賽者的安娜；至於巴特則客串飾演製作人查爾斯。11月7日，宣布《浩劫餘生》阿什利·斯科特加入劇組，飾演有著4歲女兒的單親媽媽間參賽者瑪麗。11月18日，宣布《宅男特務》玻妮塔·菲德瑞西飾演節目心理醫師薇格史坦。
2014年6月2日，宣布由《紙牌屋》康絲坦絲·季默頂替普萊斯飾演奎寧·金。7月22日，宣布克雷格·畢爾歌飾演相親真人秀的創作人查特。8月8日，宣布《少年狼》J·R·波恩與《地獄之輪》席芳·威廉斯加入劇組，波恩飾演奎寧的前男友兼前編劇搭檔，而威廉斯則飾演節目新化妝師兼傑若米的未婚妻。

#### 第2季
2016年1月13日，宣布《神盾局特工》、《成為瑪莉·簡》B·J·布利特於該季擔任主要角色，飾演電視史上首位非裔求婚者達瑞爾斯·希爾。1月29日，宣布《檀島警騎2.0》莫妮卡·巴巴羅、戴妮·班頓、《貞愛好孕到》邁克爾·拉代與《轉捩點：華盛頓的間諜》詹翠里·懷特（Gentry White）加入該季主演陣容。巴巴羅飾演被稱為「辣版瑞秋」的節目參賽者雅兒，班頓飾演聰明又不受製作人控制的參賽者露比，拉代飾演紀錄片製作人寇爾曼，懷特則飾演戴瑞爾斯的表弟羅密歐。2月19日，宣布《少年狼》梅根·坦迪與金·瑪圖拉加入主演陣容，分別飾演兩位參賽者－香黛兒與蒂芬妮。3月14日，宣布《飢餓遊戲：自由幻夢 終結戰》莫妮卡·甘德頓、《升天號》潔西卡·賽波斯（Jessica Sipos）、《小丑》伊莉莎白·威特米爾、《當地球停止轉動》蘇妮塔·普拉沙德（Sunita Prasad）與《辣的要命》卡麗莎·泰恩斯（Karissa Tynes）加入該季，分別飾演參賽者布蘭蒂、海莉、多米妮可、蘭敦與潔米森。4月13日，宣布《不死法醫》伊恩·葛魯佛飾演高科技新貴約翰·布斯，該角色會與奎寧發展情愫。5月24日，宣布弗雷迪·史卓瑪將會回歸該季客串演出。

#### 第3季

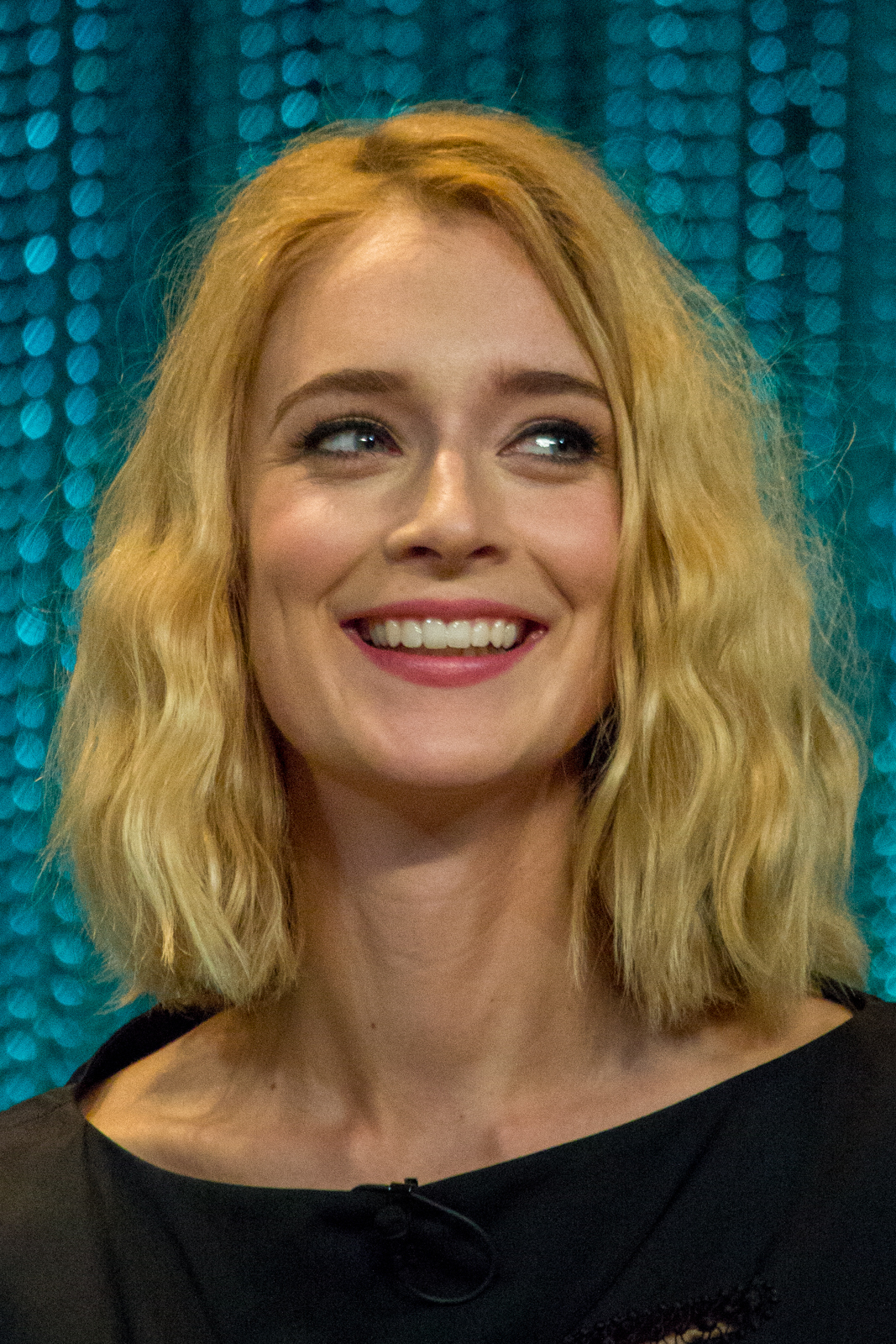
凱特琳·菲茨傑拉德加入第3季主演陣容，飾演《直到永遠》首位女性求婚者瑟琳娜。

2017年1月19日，宣布《性愛大師》凱特琳·菲茨傑拉德加入該季擔任主要角色，飾演女性求婚者瑟琳娜。1月26日，宣布《遠離家園》卡珊卓·克萊蒙提與《陰松林》傑米·凱勒卡（Jaime Callica）分別飾演查特的新女友克莉絲朵及杰的新戀人札維爾。隔日，公布該季飾演參賽者的演員名單：《怪獸與牠們的產地》巴特·愛德華（Bart Edwards）飾演完美的銀行家賈士柏；《鐵杉樹叢》艾力克斯·赫南迪茲飾演消防隊員兼退伍軍人得單身爸爸歐溫；亞當·戴默斯（Adam Demos）飾演人道主義者奧格斯；俄羅斯歌手艾力克斯·史派洛飾演前衛又不可測芭蕾舞壞男孩艾力克西；《公眾與O·J·辛普森的對決：美國犯罪故事》喬·亞伯拉罕（Joe Abraham）飾演充滿自信的精英運動家諾曼；《應召女友》泰勒·海因斯飾演保守的車手比利；《消防局聖誕》馬可斯·洛斯納飾演有著牛仔韻味的性感牧場工人華倫；《24反恐任務》卡麥隆·班克夫飾演邁阿密地產大亨普萊斯頓；《吸血鬼女獵手凡赫辛》泰瑞·陳飾演紋身廚師蓋伊；前Vine明星梅爾文·格雷格（Melvin Gregg）則飾演迷人的千禧一代札克。1月30日，宣布《體操公主》雀兒喜·哈伯斯飾演新攝影助理夏莉。3月8日，宣布《救贖談判》布蘭登·傑·邁凱倫加入該季飾演優秀的心理醫生賽門。4月12日，宣布《鐵證懸案》翠西·索姆斯加入常設演員陣容，飾演奎寧的密友費歐娜。

#### 第4季
2017年10月23日，宣布《午夜德洲》弗朗索瓦·阿諾德、《噬血真愛》娜塔莉·霍爾、《擲出青春》梅根·霍爾德、《巴塞多納之夏》（Ein Sommer in Barcelona）亞歷杭卓·穆紐斯（Alejandro Muñoz）、《好友戀習簿》梅根·赫弗恩、《星際爭霸戰：發現號》克里斯托弗·拉塞爾（Christopher Russell）與《暗物質》艾莉·鍾（Alli Chung）等七名演員加入第4季演出陣容。阿諾德飾演迷人又具野心的賽事製作人湯米，霍爾飾演從事脫舞孃的單親媽媽坎蒂，霍爾德飾演擔任參賽求者的房仲諾艾兒，穆紐斯飾演傲的國際足球明星羅德里戈，赫弗恩飾演甜美的前幼稚園教師蘇菲亞，拉塞爾飾演《直到永遠》某季亞軍兼求婚者傑克，至於艾莉則飾演派對女孩絲凱。12月1日，宣布於第1季飾演費絲的布莉妲·沃爾將回歸第4季全明星季劇情。

### 概念與特色
《虛幻》的背景設定在一虛構真人相親實境秀《直到永遠》的幕後，其設定類似人氣實境秀《鑽石求千金》。娛樂周刊的戴琳·羅芬史汀（Dalene Rovenstine）寫道：「《虛幻》有著喜劇片段，但它同時又反映出現實真人實境秀未展現在觀眾面前的曲折與黑暗層面。」據納克森所言，本劇是改編實境秀製作幕後的真實樣貌。雪佩洛說道：「觀眾們想要相信童話故事的存在，故所有實境秀都會往此方向呈現。而我們的節目則是戳破這些假象。」納克森補充道：「我們認為揭露幕後陰謀會是個不錯的故事，而我們想要探討這些充滿霸凌文化的真人實境秀。」雪佩洛說明本劇：
參賽者們加入劇組並相信他們可以戰勝遊戲，但這真的是個打不倒的遊戲… 你被操縱、迷惑甚至斷章取義。觀眾們以為參賽者知道自己簽署了什麼樣的節目，但其實不然，因為這根本不可能。
美聯社的弗雷澤·摩爾形容本劇：
《虛幻》駐足於相親實境秀攝影機背後的黑暗層面……其中，帥氣的求婚者必須從火辣與樂觀的女人中，挑選出一名參賽者來舉辦一個童話式的婚禮……並經過周復一周的製作過程，呈現出浪漫情節。相反的，事實上這是個充滿霸凌與假象，甚至令人髮指的無情的遊戲。這一切都是由執行製作奎寧·金主導操縱……她的心腹兼衷心傀儡的瑞秋·葛柏……一個年輕的製作人，任務是哄騙、誘使以及玩弄參賽者們的弱點，好取得奎寧所需要的鏡頭。

### 網路劇
2016年1月21日，Lifetime宣布開發有關費絲的衍生劇，並由布莉妲·沃爾繼續出演該角。10集網路劇《費絲的日記》（The Faith Diaries）正式於2016年4月13日首播。

## 評價

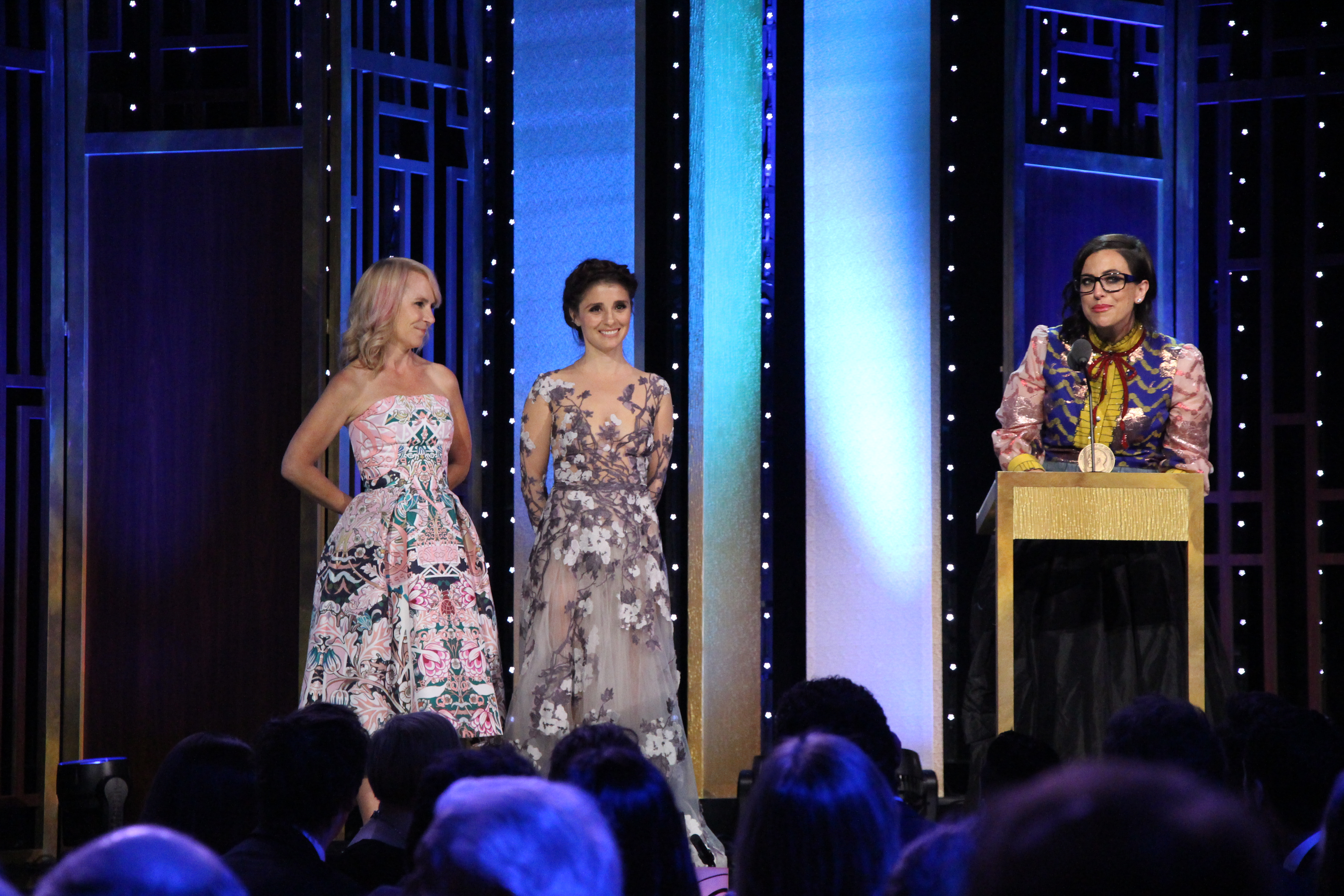
主創瑪蒂·納克森（左起）、女主角詩芮·艾波比與原作莎拉·歌楚德·雪佩洛出席皮博迪獎受獎典禮。

《虛幻》獲得了廣泛的好評。福布斯的美蘿·巴爾（Merrill Barr）稱本劇「是夏天最佳的新節目，因為它將瘋狂的一面呈現在銀幕上」。娛樂周刊的戴琳·羅芬史汀（Dalene Rovenstine）寫道「如果你喜歡《鑽石求千金》，你就會愛上《虛幻》」。紐約時報的強·卡萊梅尼卡（Jon Caramanica）寫到本劇帶出了「尖酸刻薄又無情傷感」及「非常符合卻有時很可悲的了解到女人何苦為難女人的道理」。2015年12月，娛樂周刊的傑夫·詹森（Jeff Jensen）將本劇名列於「2015年10大最佳新節目」榜單中。
於爛番茄整合的評論中，第1季獲得98%的新鮮度、8.39/10分（43位評論家），評論家共識：「赤裸並發人深省的《虛幻》以實境秀作為合適的肥皂劇跳板好吸取其戲劇性。」於Metacritic整合的評論中，第1季獲得78分（滿分100分；18位評論家），屬普遍的好評。
本劇第2季依舊獲得評論家的好評。於爛番茄整合的評論中，第2季獲得87%的新鮮度、8.69/10分（38位評論家），評論家共識：「在這驚險又精彩的第2季，《真實之虛》更聰明、更無恥也更多的自信。」於Metacritic整合的評論中，第2季獲得87分（滿分100分；19位評論家），屬極佳的讚譽。電視指南一度評比第二季為“2016年最佳10大電視節目”中的第1名。
第3季於爛番茄整合的評論中，獲得94%的新鮮度、7.5/10分（18位評論家）。於Metacritic整合的評論中，則獲得63分（滿分100分；6位評論家），屬普遍的好評。
評論家前十大電視節目排名
| 2015 |
| --- |
| - No. 9 影音俱樂部 - No. 10 每日野獸 - No. 10 好萊塢報導 - No. 4 拉斯維加斯周刊 - No. 10 林肯星報 - No. 2 洛杉磯時報 - No. 8 奧馬哈世界先驅報 - No. 6 The Playlist - No. 8 ScreenCrush（布莉特·海耶斯） - No. 10 板岩雜誌 - No. 8 聖路易斯郵報 - No. 4 坦帕灣時報 - No. 8 電視內幕 - No. 6 Vulture.com（瑪格麗特·萊昂斯） - No. 8 華盛頓郵報 - No. 10 TheWrap（安珀·道林） - No. 3 TheWrap（馬克·派克特） - – 美國電影學會 - – 大西洋雜誌 - – Boob Tube Dude - – Criticwire - – Flavorwire - – 美信 - – 浮華世界 - – 綜藝雜誌（布萊恩·勞瑞） - – 綜藝雜誌（莫琳·萊恩） - – 連線 |

## 收視
| 季數 | 播出時間（ET）                                  | 集數 | 首映          | 首映         | 首映          | 季終          | 季終         | 季終          | 18–49歲 收視 平均 | 平均 收視人数 （百萬） |
| 季數 | 播出時間（ET）                                  | 集數 | 日期          | 18–49歲 收視 | 收視 （百萬） | 日期          | 18–49歲 收視 | 收視 （百萬） | 18–49歲 收視 平均 | 平均 收視人数 （百萬） |
| ---- | ----------------------------------------------- | ---- | ------------- | ------------ | ------------- | ------------- | ------------ | ------------- | ----------------- | ---------------------- |
| 1    | 星期一 22:00                                    | 10   | 2015年6月1日  | 0.29         | 0.815         | 2015年8月3日  | 0.30         | 0.790         | 0.27              | 0.699                  |
| 2    | 星期一 22:00                                    | 10   | 2016年6月6日  | 0.21         | 0.497         | 2016年8月8日  | 0.18         | 0.481         | 0.21              | 0.505                  |
| 3    | 星期一 22:00（Ep 1–8, 10） 星期一 21:00（Ep 9） | 10   | 2018年2月26日 | 0.08         | 0.252         | 2018年4月23日 | 0.07         | 0.218         | 0.09              | 0.270                  |
| 4    | 待公布                                          | 8    | 待公布        | 待定         | 待定          | 待公布        | 待定         | 待定          | 待定              | 待定                   |

## 獎項
| 年度 | 大獎                 | 獎項                                       | 入圍者                                        | 結果 |
| ---- | -------------------- | ------------------------------------------ | --------------------------------------------- | ---- |
| 2015 | 評論家選擇電視獎     | 最受期待新節目獎                           | 最受期待新節目獎                              | 獲獎 |
| 2015 | 哥譚獨立電影獎       | 突破劇集獎－長篇                           | 突破劇集獎－長篇                              | 提名 |
| 2015 | 美國電影學會獎       | 年度電視節目獎                             | 年度電視節目獎                                | 獲獎 |
| 2016 | 評論家選擇電視獎     | 最佳劇情類影集獎                           | 最佳劇情類影集獎                              | 提名 |
| 2016 | 評論家選擇電視獎     | 劇情類影集最佳女演員獎                     | 詩芮·艾波比                                   | 提名 |
| 2016 | 評論家選擇電視獎     | 劇情類影集最佳女配角獎                     | 康絲坦絲·季默                                 | 獲獎 |
| 2016 | 道林獎               | 年度小眾電視節目獎                         | 年度小眾電視節目獎                            | 提名 |
| 2016 | 女性形象網路獎       | 最佳電視女製作人獎                         | 瑪蒂·納克森、莎拉·歌楚德·雪佩洛               | 獲獎 |
| 2016 | 女性形象網路獎       | 最佳劇情類影集獎                           | 最佳劇情類影集獎                              | 提名 |
| 2016 | 青年演藝人獎         | 最佳客串青年女演員獎－電視影集（11歲以下） | 貝莉·史科德傑                                 | 提名 |
| 2016 | 皮博迪獎             | 娛樂類                                     | 娛樂類                                        | 獲獎 |
| 2016 | 電視評論家協會獎     | 年度節目獎                                 | 年度節目獎                                    | 提名 |
| 2016 | 電視評論家協會獎     | 最佳戲劇類成就獎                           | 最佳戲劇類成就獎                              | 提名 |
| 2016 | 電視評論家協會獎     | 最佳新節目獎                               | 最佳新節目獎                                  | 提名 |
| 2016 | Cine Awards          | 最佳新影集獎                               | 最佳新影集獎                                  | 提名 |
| 2016 | Cine Awards          | 最佳劇情類影集女配角獎                     | 康絲坦絲·季默                                 | 提名 |
| 2016 | Gold Derby電視獎     | 最佳劇情類影集女配角獎                     | 康絲坦絲·季默                                 | 提名 |
| 2016 | 在線電影與電視協會獎 | 劇情類影集最佳女配角獎                     | 康絲坦絲·季默                                 | 提名 |
| 2016 | 黃金時段艾美獎       | 最佳劇情類影集女配角獎                     | 康絲坦絲·季默                                 | 提名 |
| 2016 | 黃金時段艾美獎       | 最佳劇情類影集編劇獎                       | 瑪蒂·納克森、莎拉·歌楚德·雪佩洛（集數：回歸） | 提名 |
| 2016 | Poppy Awards         | 最佳劇情類影集獎                           | 最佳劇情類影集獎                              | 提名 |
| 2016 | Poppy Awards         | 劇情類最佳女演員獎                         | 詩芮·艾波比                                   | 提名 |
| 2016 | 評論家選擇電視獎     | 劇情類影集最佳女配角獎                     | 康絲坦絲·季默                                 | 提名 |
| 2017 | 女性形象網路獎       | 最佳劇情類影集獎                           | 最佳劇情類影集獎                              | 提名 |
| 2017 | 女性形象網路獎       | 最佳喜劇類影集女演員獎                     | 康絲坦絲·季默                                 | 提名 |
| 2017 | 女性形象網路獎       | 最佳電視女性導演獎                         | 詩芮·艾波比（集數：受害者）                   | 提名 |
| 2017 | Cine Awards          | 最佳劇情類影集獎                           | 最佳劇情類影集獎                              | 提名 |
| 2017 | Cine Awards          | 最佳劇情類影集女主角獎                     | 詩芮·艾波比                                   | 提名 |
| 2017 | Cine Awards          | 最佳劇情類影集女配角獎                     | 康絲坦絲·季默                                 | 提名 |

## 播出
《虛幻》於2015年6月1日正式在美國首播，6月6日，官網便搶先放上了第1–4集。

### 國際
2015年6月4日，《虛幻》正式在台灣與香港等亞洲地區的Lifetime上首播。澳洲地區可於串流媒體Stan上收看，紐西蘭地區則可以在Lightbox上觀看。英國同樣於Lifetime上首播，以色列則是在Yes Drama頻道播放。
| 季數 | 季數 | 亞洲     | 亞洲          |
| 季數 | 季數 | 電視網   | 首播日期      |
| ---- | ---- | -------- | ------------- |
|      | 1    | Lifetime | 2015年6月4日  |
|      | 2    | Lifetime | 2016年6月7日  |
|      | 3    | Lifetime | 2018年2月27日 |

## 外部連結
- 官方网站（英文）
- 互联网电影数据库（IMDb）上《虛幻》的资料（英文）
- 官方网站（繁體中文）